# 슬레이트 오브 핸드
슬레이트 오브 핸드(sleight of hand)는 다양한 예술 형식의 공연 예술가가 즐겁게 하거나 조작하기 위해 사용할 때 사용되는 미세한 운동 기술을 의미한다. 이는 클로즈업 매직, 카드 마술, 카드 플로리싱 및 스틸링과 밀접하게 연관되어 있다. 마술사가 많이 사용하고 연습하기 때문에 슬레이트 오브 핸드는 종종 마술의 한 분야로 혼동되지만 별도의 엔터테인먼트 장르이며 많은 예술가가 전 세계적으로 슬레이트 오브 핸드를 독립적인 기술로 실천한다. 리키 제이, 데이비드 코퍼필드 (마술사), 톰 뮬리카 등이 호평을 받았다.

### Printed
- Henry, Hay (1975). 《Cyclopedia of Magic》. Dover Publications. ISBN 978-0-486-21808-3.
- Hugard, Jean; Braué, Frederick, 편집. (2012). 《The Royal Road to Card Magic》. Courier Corporation. ISBN 978-0486156682.
- Jones, Jessica (2007). 《The Art of Cheating: A Nasty Little Book for Tricky Little Schemers and Their Helpless Victims》. Simon and Schuster. ISBN 978-1416571384.
- Jay, Joshua (2008). 《Magic: The Complete Course》. Workman Publishing. ISBN 978-0761159681.
- Longe, Robert (2003). 《Clever Close-up Magic》. Sterling Publishing Company. ISBN 978-1402700279.
- Ostovich, Helen; Hopkins, Lisa, 편집. (2014). 《Magical Transformations on the Early Modern English Stage》. Ashgate Publishing. ISBN 978-1472432865.
- Scarne, John (2003). 《Scarne's Magic Tricks》. Courier Corporation. ISBN 978-0486427799.
- Tarr, William (1976). 《Now You See It, Now You Don't! Lessons in Sleight of Hand》. Vintage Books. ISBN 0-394-72202-7.
- Whaley, Barton; Bell, John, 편집. (1991). 《Cheating and Deception》. Transaction Publishers. ISBN 978-1412819435.

### Online
- Jones, Finn-Olaf (2006년 4월 22일). “Houdini in the Desert”. 《Forbes》. 2015년 2월 26일에 확인함.
- Singer, Mark (1993년 4월 5일). “Ricky Jay's Magical Secrets”. 《The New Yorker》. 2015년 2월 26일에 확인함.
- “Sleight”. 《Oxford Dictionaries》. 2015. 2013년 3월 3일에 원본 문서에서 보존된 문서. 2015년 2월 26일에 확인함.
- Wells, Dominic (2008년 1월 26일). “The Derren Brown Factor”. 《The Times》. 2015년 2월 26일에 확인함.